# トレイラーヘッド
トレイラーヘッド（英: Trailerhead）は、ハリウッドの映画予告編に専門特化したオーケストラ、作曲家集団。イミディエイト・ミュージック社によって結成された。その後、人気の高まりから他分野からの受注もあり、幅広く活躍。

## 概要
2014年初頭の時点まで1300曲を作曲・演奏した「世界最高峰のシネマ・オーケストラ集団」と報じられた事もある専門特化したオーケストラおよび作曲家集団である。
1992年に作曲家であるヨーブ・ゴーレン（en:Yoav Goren）が映画予告編の音楽専門企業の可能性に気が付くと、ジェフリー・フェイマン（en:Jeffrey Fayman）と共同でイミディエイト・ミュージック社を1992年結成、法人として1993年に設立する。同社によって、複数のユニットが編成され、その中でトレイラーヘッドは社長に就任したヨーブ・ゴーレン自らがプロデュースしている100人編成のオーケストラと70人編成のコーラスから成る。予告編に特化したため、演奏時間は短く2～3分の物が多く、強烈なインパクトを与える楽曲構成になっている。また、極めて短い時間で映画をアピールせねばならず、その尺に映画内で使用している楽曲がそのまま使用できない事も多いために、ハリウッド音楽を熟練した多数の作曲家を抱えており、映画内の音楽・印象と矛盾しないように極短時間に強烈な印象を与える音楽編成に応えている。
パイレーツ・オブ・カリビアン、X-Men、スパイダーマン、バイオハザード、エイリアンVSプレデター、宇宙戦争、ザ・ミスト、地球が静止する日、ナルニア国物語、チェンジリング、アバター、ハリーポッター、トワイライト・サーガ ブレイキング・ドーン、ダ・ヴィンチ・コード、などなど数えきれない程の予告編音楽を手掛けてきた。現在では、ハリウッド主要作品の予告編は、そのほとんどをトレイラーヘッドとイミディエイト・ミュージック社が手掛けていると言われている。興行収入を左右する要でもあるため、オーケストラは豪華編成となっている。これらの作曲演奏された音楽は、映画のオリジナルサウンドトラックとは別であるためサントラCDに収録される事は無く、また、YouTube(宇宙関連等)のBGM、テレビCM等を通じてほとんどの人が聞いた事があるとされながらも名前が出る事も少なく、幻の名曲として一部熱心なファンが付いた。元来、スタジオ収録企業向け販売だったが、人気の高まりを受けて2008年にはファーストアルバムをアメリカで一般向けにも発売。以降米国内で4タイトルを販売している。日本においても2014年1月22日に「INTRODUCTION TO TRAILERHEAD」が発売され、同年6月11日には「Trailerhead NU EPIQ」がランブリング・レコーズ社から発売された。2009年以降は、同社のロックバンド「グローバス」などと共同でコンサートも行っている。

## ディスコグラフィー

### スタジオ・アルバム
- Trailerhead (2008年)
- Saga (2010年)
- Triumph (2012年)
- Nu Epiq (2014年)
- Catharsis (2021年)

### EP
- Triumph Remix EP (2015年)